# Symphonie en ré mineur de Franck
Pour les articles homonymes, voir Symphonie (homonymie).
 (février 2022).
Si vous disposez d'ouvrages ou d'articles de référence ou si vous connaissez des sites web de qualité traitant du thème abordé ici, merci de compléter l'article en donnant les références utiles à sa vérifiabilité et en les liant à la section « Notes et références ».
La Symphonie en ré mineur FWV 48 est l'œuvre orchestrale la plus connue de César Franck. Il s'agit de son unique symphonie, composée entre 1886 et 1888 (elle a été terminée le 22 août 1888). La première a été donnée au Conservatoire de Paris le 17 février 1889 sous la direction de Jules Garcin. César Franck a dédié cette symphonie à son élève Henri Duparc.

## Histoire et polémique
La renommée et la réputation de César Franck reposent essentiellement sur quelques œuvres, pour la plupart composées vers la fin de sa vie, dont la symphonie en ré mineur fait partie ; la première de celle-ci a eu lieu un an seulement avant la mort du compositeur. Le fait que Franck ait choisi d'écrire une symphonie est en lui-même peu commun, étant donné la rareté de cette forme de composition musicale dans la tradition classique française du XIXe siècle, qui considérait la symphonie comme une spécificité allemande. Il est probable que la genèse de cette œuvre soit consécutive au succès de ses influentes Variations symphoniques pour piano et orchestre composées en 1885. De plus, le succès de plusieurs œuvres d'autres compositeurs français a favorisé un regain de la forme symphonique dans le goût du public français. La Symphonie no 3 de Camille Saint-Saëns et la Symphonie sur un chant montagnard français de Vincent d'Indy, toutes deux écrites en 1886, avaient reçu un bon accueil de la part du public et avaient contribué au retour de la symphonie comme morceau de concert, ce qui n'était plus le cas depuis la Symphonie fantastique d'Hector Berlioz en 1830.
Les Variations symphoniques pour piano et orchestre et la Symphonie en ré mineur étaient conçues pour créer une distance avec le langage symphonique du romantisme allemand, en introduisant plusieurs innovations « françaises » dont l'intégration du piano ou de l'orgue dans l'orchestre, et l'utilisation du modèle thématique cyclique.
Comme dans les œuvres antérieures de Saint-Saëns et de Berlioz et à l'instar de ses propres compositions, Franck s'est également servi d'une structure cyclique pour sa symphonie. La symphonie en ré demeure ainsi l'exemple le plus représentatif de l'écriture symphonique cyclique dans la tradition musicale romantique. Cependant, Franck a utilisé également un son typiquement « germanique », évitant les nouveautés dans l'orchestration ou l'inspiration thématique nationaliste par lesquelles Saint-Saëns et d'Indy avaient l'habitude de différencier leurs propres travaux symphoniques. En conséquence, la Symphonie en ré mineur de Franck peut être vue comme la réunion de deux formes nationales antagonistes : la forme cyclique française et la forme symphonique romantique allemande. C'est en partie en raison de cette fusion inattendue que l'œuvre a été mal reçue lors de sa première exécution.
Plus encore que cette fusion, le sentiment anti-allemand de l'époque a influencé la manière dont a été reçue la symphonie de Franck. La Guerre franco-prussienne de 1871 avait considérablement affecté le monde musical. Elle avait en particulier provoqué une scission au sein de la Société nationale de musique, fondée par Saint-Saëns en 1871, lors de la décision en 1886 de la Société d'accepter la musique « étrangère » (c'est-à-dire principalement allemande) et plus généralement à cause de l'admiration pour la musique de Richard Wagner de certains de ses plus jeunes membres (notamment Franck et d'Indy). Cette « trahison inacceptable » de la musique française a conduit plusieurs des membres conservateurs de la Société, menés par Saint-Saëns, à démissionner. Franck en avait alors assumé la présidence. Le climat qui en avait résulté était délétère. La polémique imprégnait le Conservatoire de Paris et il a été très difficile pour Franck d'obtenir une première exécution de sa symphonie. Le chef d'orchestre principal Charles Lamoureux ayant refusé d'exécuter l'œuvre, Franck a dû recourir à l'orchestre du conservatoire, qui était obligé de jouer les œuvres du corps enseignant.
Assistant à une répétition sous la direction de Jules Garcin, au cours de laquelle les musiciens se montraient peu coopératifs, le directeur du conservatoire Ambroise Thomas aurait déclaré pendant le deuxième mouvement « Nommez-moi une seule symphonie de Haydn ou de Beethoven qui emploie le cor anglais ! »[réf. incomplète] (cette remarque apocryphe a pu aussi être utilisée par d'Indy — qui était fermement dans le camp de Franck — pour railler Thomas le conservateur, puisque Haydn a utilisé des cors anglais dans ses œuvres, par exemple dans la Symphonie no 22, « Le philosophe »).
La politique a continué à déterminer la réaction du public à la première exécution de la symphonie. Les critiques ont vu cette œuvre comme une tentative maladroite d'écriture orchestrale trop éloignée de la forme symphonique classique et des règles harmoniques de Haydn et de Beethoven. Les contemporains étaient pour la plupart alliés à la fraction conservatrice de la Société nationale de musique. Camille Bellaigue (1858-1930), critique musical et ami proche de Camille Saint-Saëns avec qui il entretenait une volumineuse correspondance, a été sans pitié : « une musique aride et terne, sans… grâce ou charme… ». Il a dénigré le thème principal de quatre mesures sur lequel se développe la symphonie comme « à peine au-dessus du niveau de ceux donnés aux étudiants du conservatoire ».
La revue Le Ménestrel a écrit que Franck « a eu très peu à dire ici, mais il le proclame avec la conviction du pontife définissant le dogme ». Et Charles Gounod, faisant également référence implicite à l'idée d'un modèle allemand dogmatique, a écrit de Franck : « incompétence poussée aux longueurs dogmatiques ».
Le contexte politique explique non seulement la férocité de la réaction nationaliste française, mais également la vitesse avec laquelle la symphonie a atteint la célébrité, là où les divisions fratricides pour définir la musique française n'étaient pas à l'ordre du jour. Ainsi, dans les années qui ont suivi sa composition, la symphonie en ré mineur était régulièrement programmée à travers l’Europe et aux États-Unis. La première américaine a eu lieu à Boston le 16 janvier 1899 sous la direction de Wilhelm Gericke.

## Forme
La symphonie en ré mineur dure environ quarante minutes. Elle comprend trois mouvements, chacun faisant référence au thème de quatre mesures introduit au début de l'œuvre.
1. Lento ; Allegro ma non troppo ;
2. Allegretto ;
3. Finale : Allegro non troppo.

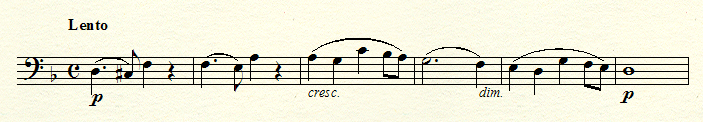
Le thème inaugural de la Symphonie en ré mineur joué à l'alto, au violoncelle et à la contrebasse

Le thème principal reprend à l'identique le motif des trombones : initialement présenté aux contrebasses et violoncelles, dans la scène 3 de l'acte III de  La Walkyrie, après que Wotan rappelle à Brünnhilde qu'il a brisé en morceaux le glaive de Siegmund ; dans Le Crépuscule des dieux, scène 1 de l'acte III, lorsque les Filles du Rhin  préviennent Siegfried que seuls les flots du Rhin peuvent laver la malédiction qui pèse sur l'Anneau .

## Orchestration
L’œuvre est écrite pour orchestre symphonique.
| Instrumentation de la Symphonie en ré mineur                                           |
| Cordes                                                                                 |
| premiers violons, seconds violons, altos, violoncelles, contrebasses, 1 harpe          |
| Bois                                                                                   |
| 2 flûtes, 2 hautbois, 1 cor anglais 2 clarinettes en si♭, 1 clarinette basse 2 bassons |
| Cuivres                                                                                |
| 4 cors (en fa), 2 trompettes en fa, 2 cornets en si♭ 3 trombones, 1 tuba               |
| Percussions                                                                            |
| timbales                                                                               |

## Discographie
- Wilhelm Furtwängler avec l'orchestre philharmonique de Vienne, 1945 (SWF[n 1],[3] 902)[4],[5]